# Tréveray
Tréveray é uma comuna francesa na região administrativa de Grande Leste, no departamento de Meuse. Estende-se por uma área de 17,18 km². Em 2010 a comuna tinha 571 habitantes (densidade: 33,2 hab./km²).